# Program Bion

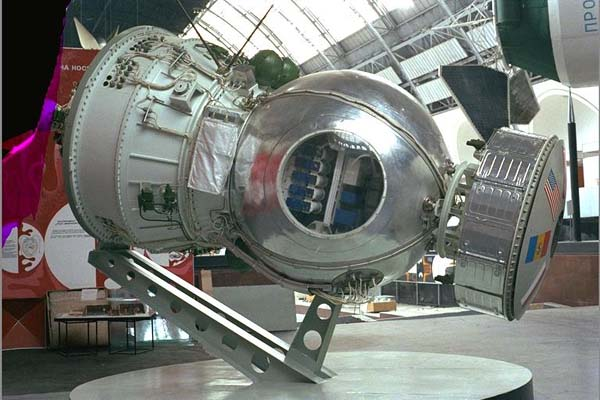
Satelita Bion

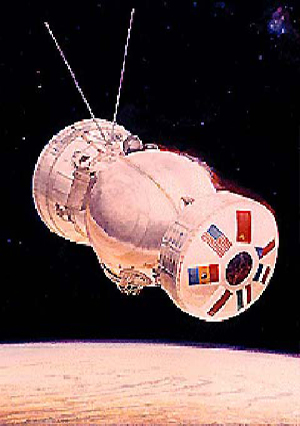
Artystyczna koncepcja satelity Bion na orbicie

Bion (ros. Бион) lub też Biokosmos (Биокосмос) – program mający na celu stworzenie i wysłanie w kosmos serii biosatelitów radzieckich (od 1991 – WNP), realizowany w latach 1973–1996, reaktywowany w 2005 roku.

## Konstrukcja[1]
Satelity Bion konstrukcyjnie opierały się na radzieckich satelitach rozpoznawczych serii Zenit. Oznacza to, że wyniesione na ich pokładzie zestawy do eksperymentów mogły wrócić na Ziemię. W ramach programu Bion również do satelitów Zenit dołączano specjalne moduły z zestawami do bioeksperymentów o nazwie Nauka. Moduły te mieściły aż 90 kg ładunku użytecznego.
Czas trwania starszych misji Bionów był różnorodny, od 5 (Bion 6) do 22 dni (Bion 1); najnowsza misja (Bion-M1) trwała 30 dni.
Część źródeł za pierwszego satelitę Bion uznaje Kosmos 110 z 1966 roku, na którego pokładzie umieszczono dwa psy nierasowe – Wietierok i Ugolok, jednak był on zmodyfikowaną kapsułą Woschod.
Od 2005 roku są prowadzone prace nad satelitami serii Bion-M. W odróżnieniu od bazowych Bionów, Bion-M wykorzystuje system napędowy z satelitów Resurs-DK, a nie Zenit. Pierwszy satelita z tej serii wyniósł w 2013 akwarium dostarczone przez DLR.

## Współpraca z innymi państwami
W 1971 ZSRR podpisał z USA umowę o współpracy naukowców z obydwu krajów. Umowa dotyczyła również współpracy w badaniach kosmosu. Pierwszy Bion, którego misję realizowali naukowcy amerykańscy i radzieccy, został wystrzelony w 1975 roku, kilka lat po zamknięciu przez NASA własnego programu biosatelitów. Odtąd wszystkie Biony były realizowane w ramach współpracy międzynarodowej.
Oprócz USA w program Bion zaangażowane były inne państwa, w tym Europejska Agencja Kosmiczna i wiele państw bloku wschodniego w ramach programu Interkosmos, m.in. Polska.

## Satelity[3]
- Bion 1 (Kosmos 605) – start 31 października 1973, powrót na Ziemię 22 listopada 1973
- Bion 2 (Kosmos 690) – start 22 października 1974, powrót na Ziemię 12 listopada 1974
- Bion 3 (Kosmos 782) – start 25 listopada 1975, powrót na Ziemię 15 grudnia 1975
- Bion 4 (Kosmos 936) – start 3 sierpnia 1977, powrót na Ziemię 22 sierpnia 1977
- Bion 5 (Kosmos 1129) – start 25 września 1979, powrót na Ziemię 14 października 1979
- Bion 6 (Kosmos 1514) – start 14 grudnia 1983, powrót na Ziemię 19 grudnia 1983
- Bion 7 (Kosmos 1667) – start 10 lipca 1985, powrót na Ziemię 17 lipca 1985
- Bion 8 (Kosmos 1887) – start 29 września 1987, powrót na Ziemię 12 października 1987
- Bion 9 (Kosmos 2044) – start 15 września 1989, powrót na Ziemię 29 września 1989
- Bion 10 (Kosmos 2229) – start 29 grudnia 1992, powrót na Ziemię 10 stycznia 1993
- Bion 11 – start 24 grudnia 1996, powrót na Ziemię 7 stycznia 1997
- Bion-M1 – start 19 kwietnia 2013, powrót 19 maja 2013[4]